# 二甲卡因
二甲卡因（英語： 或 larocaine，缩写DMC）是一种含氮有机化合物，化学式C16H26N2O2，是可卡因的类似物。